# 고즈루신덴역
고즈루신덴역(일본어: 小鶴新田駅, こづるしんでんえき)은 일본 미야기현 센다이시 미야기노구에 있는, 동일본 여객철도의 철도역이다.

## 역 구조
2면 2선 구조의 지상역이다.

### 승강장
| 1 | ■ 센세키 선(하행) | 다가조·혼시오가마·마쓰시마카이간·다카기마치 방면 |
| 2 | ■ 센세키 선(상행) | 센다이·아오바도리 방면                           |

## 역세권 정보
- 미야기 TV 방송 본사
- 국도 제45호선

## 역사
- 2004년 3월 13일: 영업 개시.

## 인접역
| 동일본 여객철도 ■ 센세키 선 | 동일본 여객철도 ■ 센세키 선 | 동일본 여객철도 ■ 센세키 선 |
| --------------------------- | --------------------------- | --------------------------- |
| 니가타케 아오바도리 방면    | ■ 보통                      | 후쿠다마치 다카기마치 방면  |